# SN 2002bv
SN 2002bv – supernowa typu IIn odkryta 29 marca 2002 roku w galaktyce UGC 4042. W momencie odkrycia miała maksymalną jasność 17,80m.